# Kościół rektoralny św. Eliasza Proroka w Lublinie
Kościół rektoralny świętego Eliasza Proroka w Lublinie – kościół rektoralny należący do zakonu karmelitów trzewiczkowych. Położony jest na wzniesieniu na północny wschód od lubelskiego Starego Miasta.

## Historia
Kościół został w 1680 roku ufundowany przez Jerzego Mniszka. Początkowo były to budynki drewniane. Murowany kościół i klasztor został wzniesiony w stylu barokowym w latach 40. XVIII wieku na podstawie projektu Pawła Antoniego Fontany. Parafia została konsekrowana w 1784 roku przez krakowskiego biskupa pomocniczego Jana Kantego Lenczowskiego. W 1810 roku budynki klasztorne przeszły w ręce karmelitów bosych. W 1835 roku kolejnym właścicielem klasztoru i kościoła zostali bonifratrzy, którzy zaadaptowali klasztor na szpital. Przebudowa obiektów na potrzeby szpitala została dokonana według projektu architekta Ferdynanda Konotkiewicza w 1839 roku. W 1864 roku zakon bonifratrów uległ kasacie i odtąd w szpitalu pracowały siostry szarytki (wyjątkiem były lata 1893-1905). W 1969 roku kościół został ponownie przejęty przez karmelitów trzewiczkowych.

## Architektura
Fasada kościoła posiada dwie kondygnacje i jest jednoosiowa. Dolne partie po bokach są flankowane przez pilastry. Portal świątyni jest w kształcie prostokąta, nad nim jest umieszczone okno, także prostokątne. Z prawej strony świątyni jest umieszczona wieża-dzwonnica o dwóch kondygnacjach, z pilastrami w narożach, podzielona poziomo przez gzymsy. Świątynia została wzniesiona na rzucie elipsy wbudowanej w klasztor o trzech skrzydłach, od strony północnej przylega do niej prezbiterium w formie prostokątnej, zamknięte przez półokrągłą absydę.

## Wnętrze

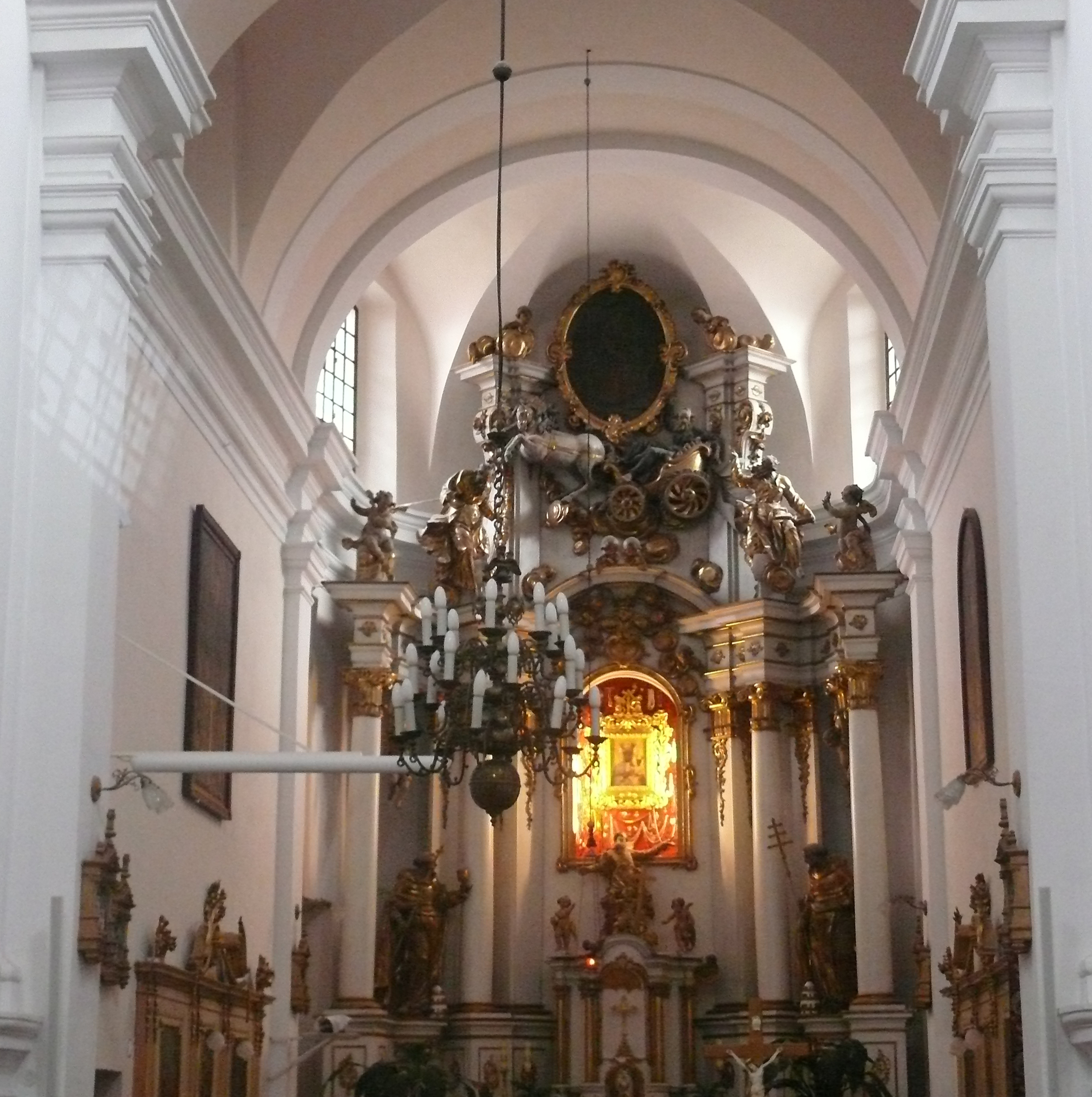
Wnętrze świątyni

Wnętrze kościoła nosi cechy stylu barokowego. W prezbiterium umieszczony jest ołtarz wykonany z drewna, pochodzący z XVIII stulecia, reprezentujący styl rokokowy. W centralnej części ołtarza znajdują się dwa obrazy przedstawiające: św. Jana Bożego z XVIII stulecia i św. Wincentego à Paulo z 1876 roku. W prezbiterium umieszczone są także stalle noszące cechy stylu rokokowego i klasycystycznego wykonane zapewne w 1800 roku. Cztery boczne ołtarze nie posiadają ściśle określonych cech stylowych. Z prawej strony znajdują się: ołtarz z obrazem Matki Bożej Częstochowskiej i ołtarz z obrazem świętego Józefa z Dzieciątkiem Jezus wykonany w 1684 roku. Po lewej są ołtarze: Jezusa Ukrzyżowanego i Maryi Niepokalanie Poczętej. Rokokowa ambona nakryta baldachimem, ozdobiona rzeźbami czterech Ewangelistów, pochodzi z II połowy XVIII stulecia. Kościół wyposażony jest w organy z II połowy XVIII stulecia. Zakrystia, wzniesiona w tym samym czasie, co kościół, w niej znajdują się 2 komody wykonane z drewna dębowego pod koniec XVIII stulecia.